# メアリー・ウォートリー・モンタギュー

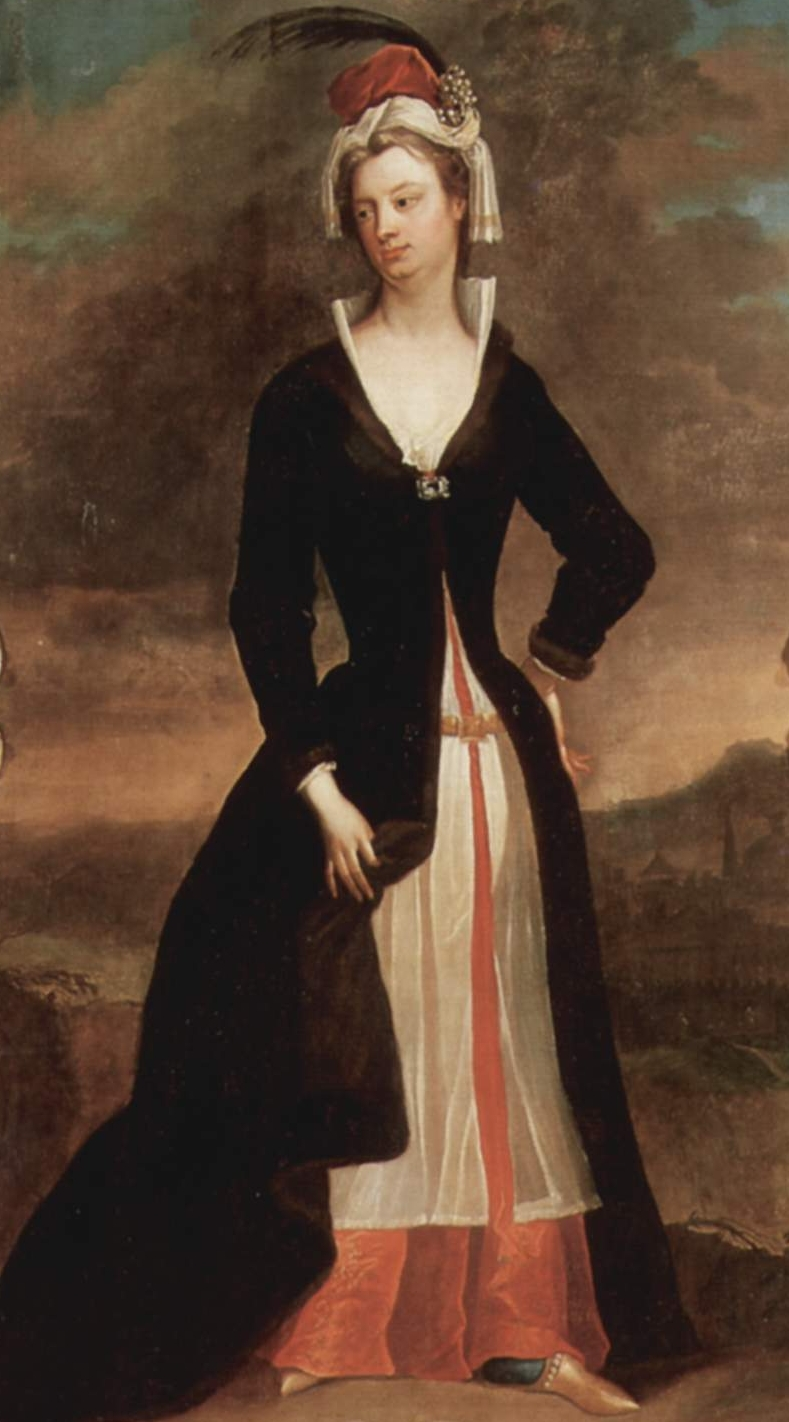
メアリー・ウォートリー・モンタギュー
(画)チャールズ・ジャーヴァス

メアリー・ウォートリー・モンタギュー（Mary Wortley Montagu、1689年5月15日 - 1762年8月21日）はイギリスの貴族階級の女性、著述家である。外交官の妻として、トルコに住み、トルコの社会についての記録を『トルコ書簡集』(Letters from Turkey)の形で残した。

## 略歴
ロンドンで、有力な政治家、初代キングストン＝アポン＝ハル公爵エヴリン・ピアポントの長女として生まれた · 。弟が教育を受けているのを身近に接することで、当時の女性としては、受けにくかった教育を受けることになり、10代半ばには詩を書き、上流社会の教養ある婦人のサークルのメンバーになった。
1712年に父親の反対を押し切って、初代サンドウィッチ伯爵の孫のエドワード・ウォートリー・モンタギューと結婚した。
1716年に夫がトルコ大使に任命されると、子供の病気の転地のためにも有益であると考えて、夫に同行してトルコに移ることに決めた。トルコ大使が家族と赴任することは17世紀になってからは珍しくなかった。1717年に夫は大使を解任されるが、メアリーは18ヶ月の間、トルコに滞在した。弟を天然痘で失ったこともあって、トルコで行われていた人痘の接種による予防に興味を持ち、イギリスに戻った後、これを広める努力をした。1721年に医師チャールズ・メイトランドに頼み、娘に人痘を接種させ、1722年に国王の孫娘にも人痘が接種された。より安全なエドワード・ジェンナーによる牛痘による種痘が行われるようになるのは1790年代になってからである。
その後、夫との夫婦関係はうまくいかなくなり、お互いにほぼ無関心に暮らすようになった。1738年にイタリアの著述家、フランチェスコ・アルガロッティと知り合い、翌年、イギリスを出てイタリアで暮らすようになった。アルガロッティとの恋愛が終わったあとは、フランスのアヴィニョンで暮らした。イギリスには22年間戻らなかったが、家にはグランドツアーの若者や多くの客を招いた。1761年に夫が亡くなった後、1762年にロンドンに戻ったが、程なくして癌で没した。
同名の娘、メアリーは、1762年にイギリスの首相となる第3代ビュート伯爵ジョン・ステュアートと1736年に結婚した。
1739年に高貴な女性ソフィア(Sophia, a person of quality)という筆名で、作者不詳でモンタギューの著作は出版され、1837年に孫娘のルイザ・ステュアートによってLetters and Worksが Biographical Anecdotes of Lady M. W. Montaguという序文とともに出版された。

## モンターギュ夫人と有名な人物との関わり

### アレキサンダー・ポープ

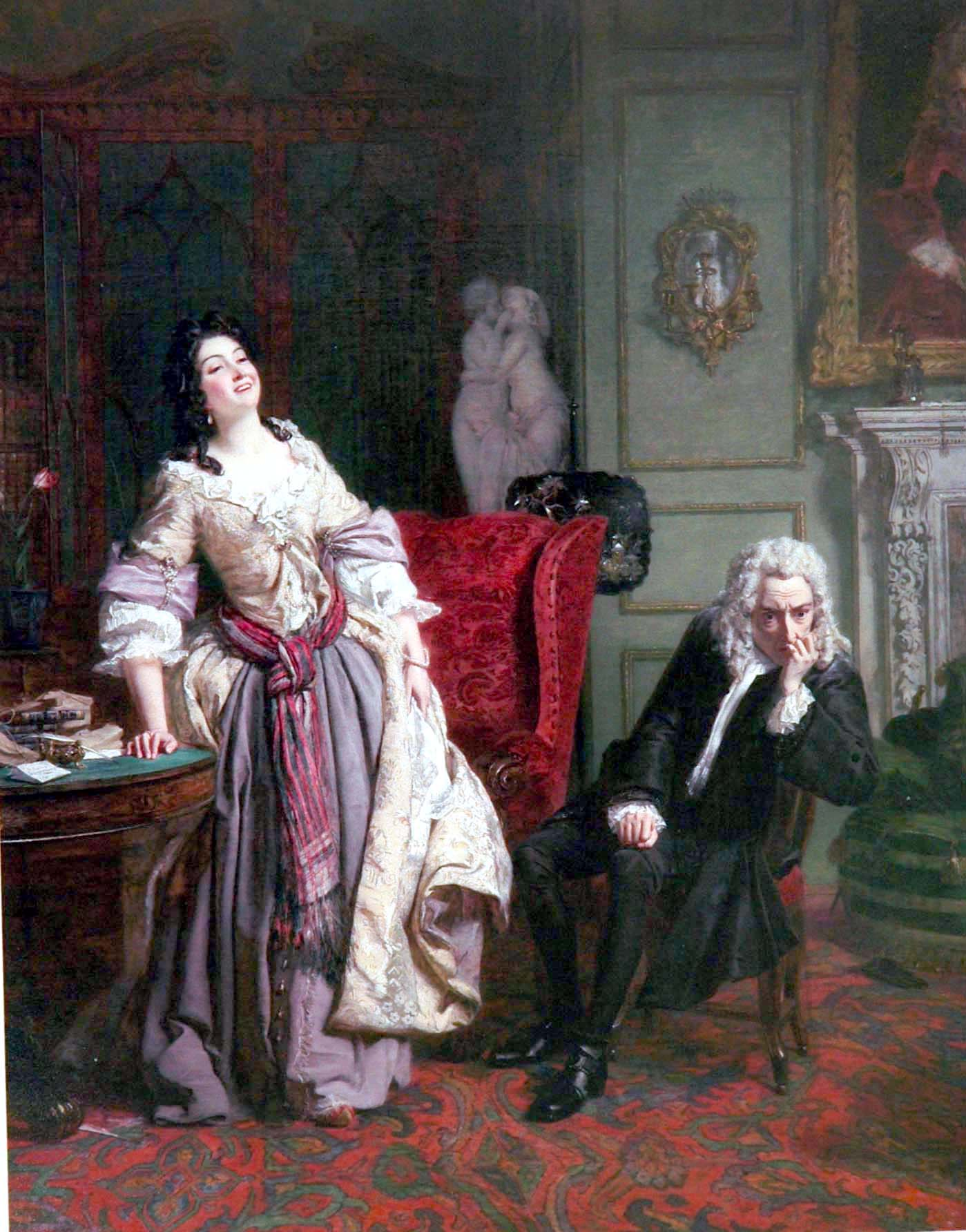
「モンターギュ夫人に愛を告白し笑われるポープ」
(画)ウィリアム・フリス

詩人のアレキサンダー・ポープとは、トルコへ出発する以前に出会い、トルコ滞在中は、お互いに手紙のやり取りをしている。ポープの手紙にはモンターギュ夫人の機知と優雅さに魅了されている様に見えるが、モンターギュ夫人の返信は熱意のないものであった。イギリス帰国後は手紙のやり取りは稀になり、疎遠になったことを示している 。1728年から書かれたポープの著作、『愚物列伝』ではモンターギュ夫人を攻撃する記述が見られる。

## 著作

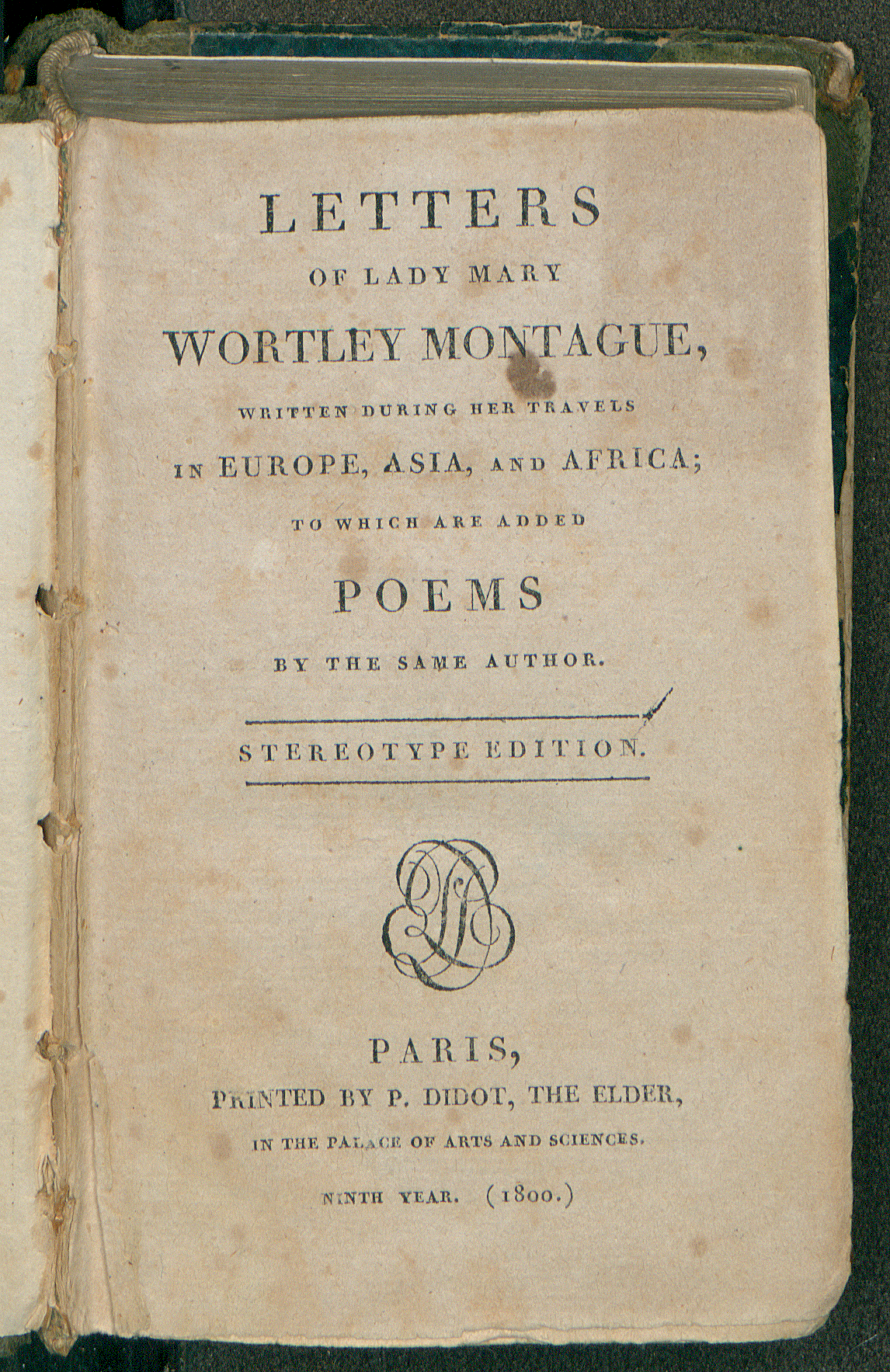
Letters of Lady Mary Wortley Montague, 1800

### 初出の出版物
- 1719: The genuine copy of a letter written from Constantinople by an English lady, who was lately in Turkey, and who is no less distinguish’d by her wit than her quality to a Venetian nobleman.
- 1733: Verses address’d to the Imitator of the First Satire of the Second Book of Horace.
- 1734; The Dean’s Provocation for writing the Lady’s Dressing-Room. A poem.
- 1747: Six Town Eclogues. With some other poems.
- 1763: Lettres de Mde Wortley Montague, ecrites pendant ses voyages en Europe, en Asie & en Afrique &c. Übersetzt von Jean Brunet. Berlin.
- 1763: Letters of the Right Honourable Lady M--y W---y M----e written, during her travels in Europe, Asia and Africa, to persons of distinction, men of letters, etc. 4 Bde, London 1763–1767
- 1767: An Additional Volume to the Letters of the Right Honourable Lady M---y W----y M----e. Dublin
- 1768: The Poetical Works of the Right Honourable Lady M-y W-y M-e. London

### 後年の編集によるもの
- The Complete Letters of Lady Mary Wortley Montagu. Hg. v. Robert Halsband. 3 Bände Oxford 1965.
- The Letters and Works of Lady Mary Wortley Montagu. Hg. v. Lord Wharncliffe. 3 Bände R. Bentley, London, 1837.